# Les Enfants d'Édouard (Fragonard)
Pour les articles homonymes, voir Les Enfants d'Édouard.
Les Enfants d'Édouard est un tableau peint par Alexandre-Évariste Fragonard vers 1830. 
Il est conservé au musée Lambinet à Versailles. En 2014, le tableau est prêté au musée des beaux-arts de Lyon dans le cadre de l'exposition L'invention du Passé. Histoires de cœur et d'épée 1802-1850.